# Titanotrichum oldhamii
Titanotrichum oldhamii — вид рослини родини Геснерієві.

## Будова
Має задерев'яніле кореневище, з якого виростають кілька трав'янистих стебел. Квіти трубчасті жовті з червоною серединою, зібрані у суцвіття. Квітне влітку. Схожі на наперстянку, але не пов'язана з нею генетично.

## Поширення та середовище існування
Зростає у Тайвані.

## Практичне використання
Вирощується як декоративна рослина.

## Галерея

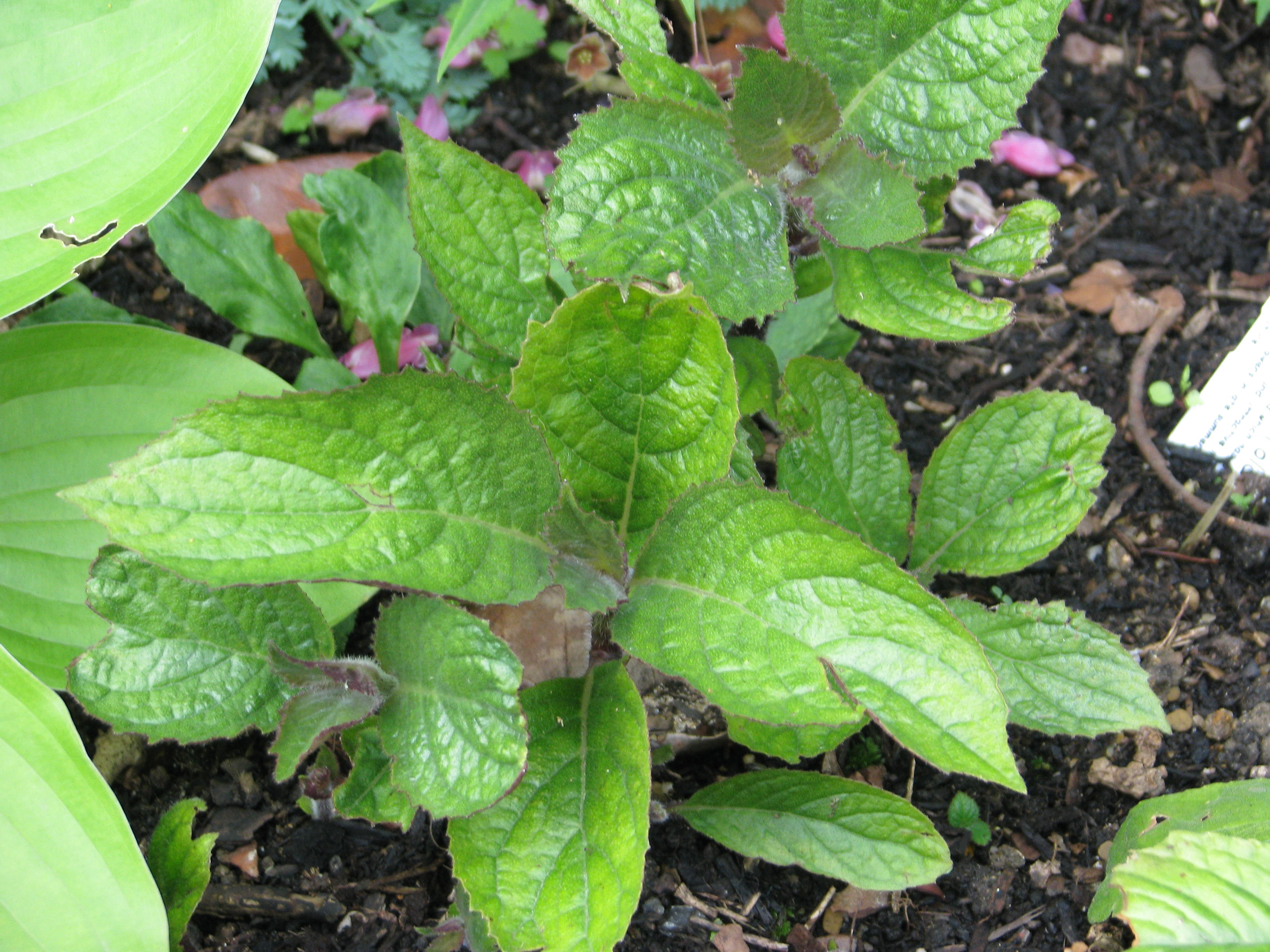
Листя
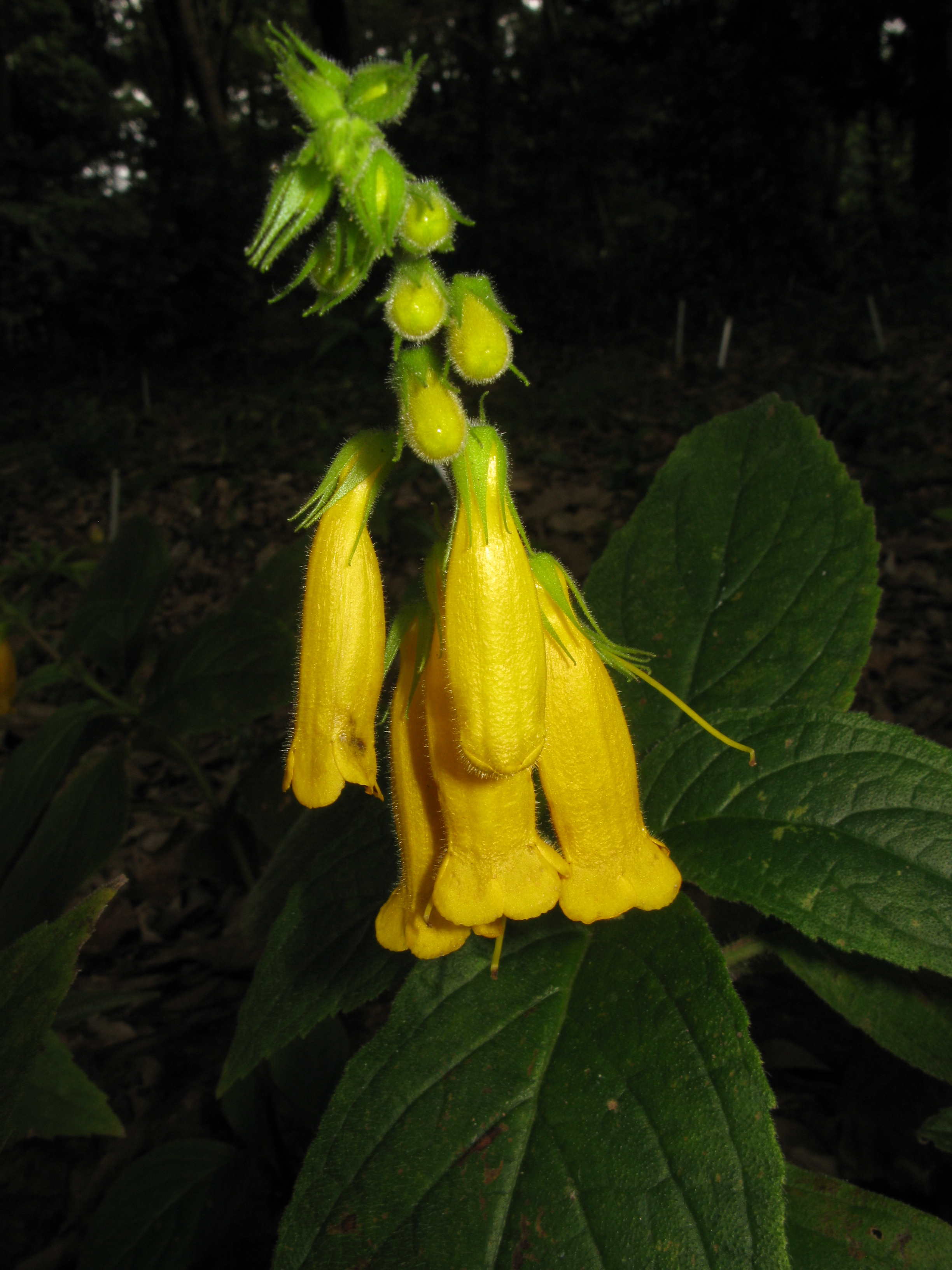
Зовнішній вигляд
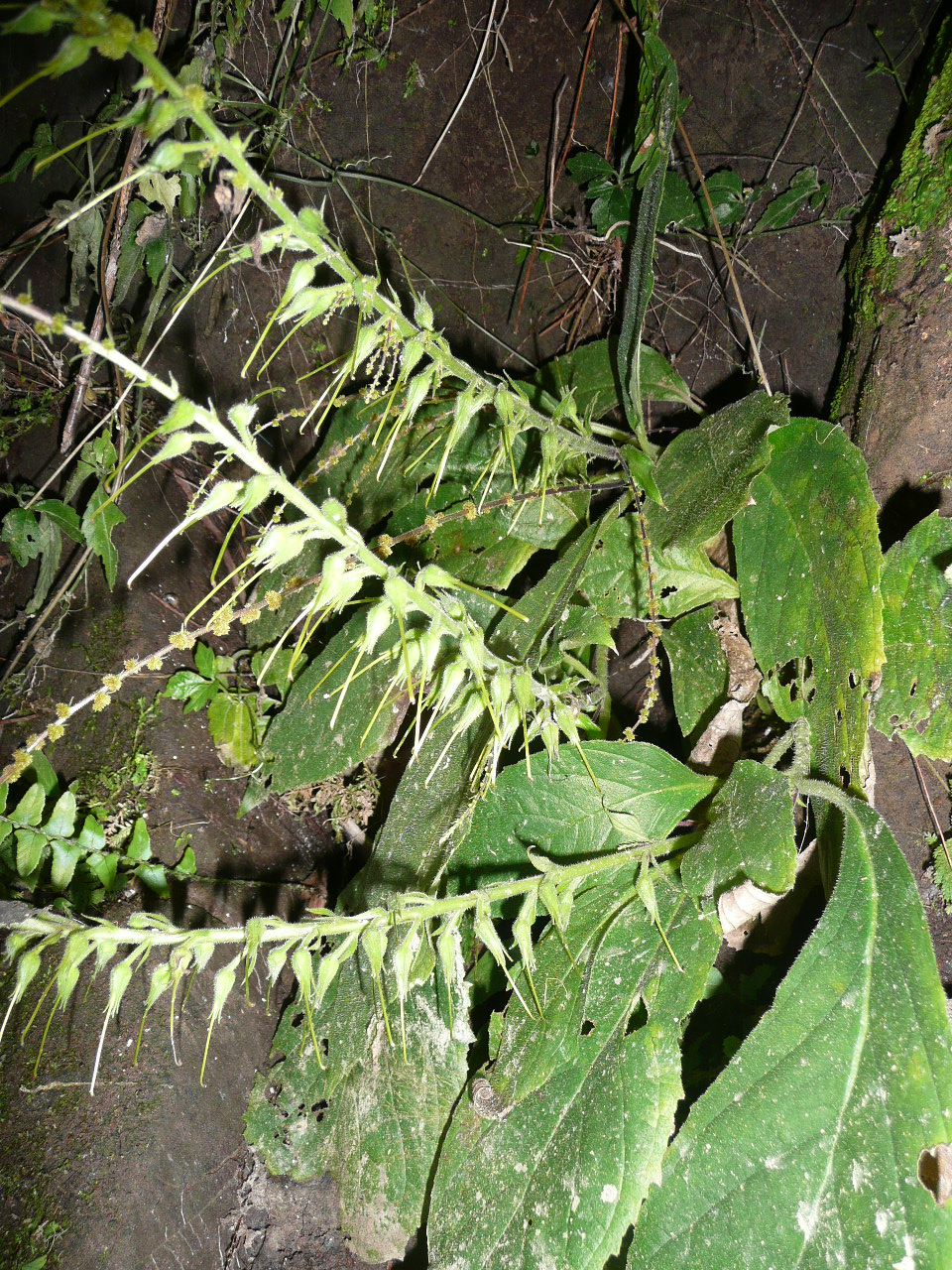
Зовнішній вигляд